# 敏莪里島
敏莪里島是印度尼西亞的島嶼，是摩鹿加群島中蘇拉群島的大型島嶼，座標1°48′S 125°48′E / 1.800°S 125.800°E，處於塔利亞布島以東和薩納納島以北，島上有38,000名居民，主要從事木材業。行政上由北马鲁古省苏拉群岛县管理。